# (아는 건 별로 없지만) 가족입니다
《(아는 건 별로 없지만) 가족입니다》는 2020년 6월 1일부터 2020년 7월 21일까지 방영된 tvN 월화 드라마이다.

## 기획의도
가족 같은 타인과, 타인 같은 가족의 오해와 이해에 관한 이야기를 담은 드라마.

## 등장인물

### 주요 인물
- 한예리 : 김은희 역 - 35세. 상식과 진숙의 둘째 딸, 은주의 여동생. 지우의 누나. P&FBook 출판사 팀장
- 김지석 : 박찬혁 역 - 35세. 황금거위 미디어 대표, 은희의 남자 사람 친구
- 정진영 : 김상식 역 (젊은 한상식 역 한준우) - 60세. 아버지, 트럭 운전사. 진숙의 남편
- 원미경 : 이진숙 역 (젊은 이진숙 역 조아영) - 60세. 상식의 아내, 은주&은희&지우의 어머니. 전업주부
- 추자현 : 김은주 역 - 38세. 상식과 진숙의 첫째 딸, 은희의 언니. 지우의 누나. 전직 변리사. 현직 주부
- 신재하 : 김지우 역 - 26세. 막내 아들, 황금거위 미디어 직원. 은주와 은희의 남동생

### 김상식 주변 인물
- 박상면 : 만호 역 - 트럭 운전사
- 조완기 : 영식 역 - 김상식의 양 아들

### 이진숙 주변 인물
- 서상원 : 유선일 역 - 유씨네 야채 가게 주인

### 김은주 주변 인물
- 김태훈 : 윤태형 역 - 은주의 남편, 가정의학과 의사. 상식과 진숙의 첫째 사위. 보수적인 의사 집안 장남
- 이종원 : 안효석 역 - 바리스타, 은주의 단골 카페 알바생
- 권율 : 유민우 역 - 변리사, 은주와 상극인 관계

### 김은희 주변 인물
- 신동욱 : 임건주 역 - P&Fbook 출판사 부대표
- 가득희 : 서경옥 역 - P&Fbook 출판사 직원
- 배윤경 : 전하라 역 - 임건주의 9년 된 연인

### 박찬혁 주변 인물
- 신혜정 : 윤서영 역 - 25세, 황금거위 미디어 직원

### 그 외 인물
- 최웅 : 이종민 역 - 김은희의 전 남자친구
- 김수진 : 수려원 원장 역 - P&F book 출판사와 황금거위 미디어에서 담당하는 책의 저자
- 김원식 : 한국대 남 교수 역 - 김은주가 담당하는 클라이언트
- 이칸희 : 산악회 회원 역 - 상식의 산악동호회 회원
- 박종욱 : 김영호 역 - 황금거위 미디어 소속 감독
- 우미화 : 윤서영 母 역 - 윤서영의 어머니이자 박찬혁의 어머니의 친구
- 이지하 : 오미숙 역 - 윤태형의 어머니이자 김은주의 시어머니. 병원 원장
- 오의식 : 우석 역 - 김은희와 박찬혁의 대학 동창이자 부부. 황금거위 미디어에서 돌잔치 사진을 촬영하는 것으로 나왔다.
- 박희본 : 리라 역 - 김은희와 박찬혁의 대학 동창이자 부부. 황금거위 미디어에서 돌잔치 사진을 촬영하는 것으로 나왔다.
- 남경읍 : 김은주 생부 역
- 김우린 : P&Fbook 출판사 직원 역
- 한지완 : 혜수 역 - 이종민의 현 여자친구, 박찬혁의 지인

## 시청률
최저 시청률과 최고 시청률은 시청률 조사회사와 지역별로 시청률에 차이가 있을 수 있습니다.
| 2020년 | 2020년          | 2020년         | 2020년       |
| 회차   | 방송일          | AGB 시청률     | AGB 시청률   |
| 회차   | 방송일          | 대한민국(전국) | 서울(수도권) |
| ------ | --------------- | -------------- | ------------ |
| 제1회  | 2020년 6월 1일  | 3.122%         | 3.426%       |
| 제2회  | 2020년 6월 2일  | 3.930%         | 4.520%       |
| 제3회  | 2020년 6월 8일  | 3.345%         | 3.248%       |
| 제4회  | 2020년 6월 9일  | 3.862%         | 4.528%       |
| 제5회  | 2020년 6월 15일 | 3.188%         | 3.376%       |
| 제6회  | 2020년 6월 16일 | 4.127%         | 4.897%       |
| 제7회  | 2020년 6월 22일 | 3.582%         | 4.016%       |
| 제8회  | 2020년 6월 23일 | 4.721%         | 5.599%       |
| 제9회  | 2020년 6월 29일 | 4.402%         | 5.018%       |
| 제10회 | 2020년 6월 30일 | 4.737%         | 5.294%       |
| 제11회 | 2020년 7월 6일  | 4.383%         | 5.035%       |
| 제12회 | 2020년 7월 7일  | 4.336%         | 5.385%       |
| 제13회 | 2020년 7월 13일 | 4.822%         | 5.690%       |
| 제14회 | 2020년 7월 14일 | 4.487%         | 5.504%       |
| 제15회 | 2020년 7월 20일 | 4.365%         | 4.914%       |
| 제16회 | 2020년 7월 21일 | 5.434%         | 6.198%       |

## 같이 보기
- 대한민국의 텔레비전 드라마 목록/특수기호
- 2020년 대한민국의 텔레비전 드라마 목록